# بيومبينو

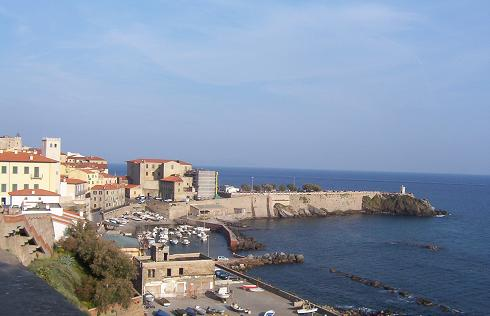
المنارة و الميناء و مستشفى بيومبينو القديم

بيومبينو (Piombino) مدينة إيطالية في مقاطعة ليفورنو بإقليم توسكانا وسط البلاد، على الحدود بين البحرين الليغوري التيراني قـُبالة جزيرة إلبا وعلى الجانب الشمالي من ماريما.
بها مركز تاريخي قديم، يعود إلى زمن ميناء الإتروسكان في محيط بوبولونيا. في العصور الوسطى، وكانت من ميناء هاماً لجمهورية بيزا.
تستضيف الضواحي منطقة صناعية كبيرة. لا يزال ميناؤها يستخدم بكثافة سواء بالنسبة لقطاع الصناعة أو السياحة، و توجد عبـّارات تنقل إلى إلبا وأولبيا (سردينيا).

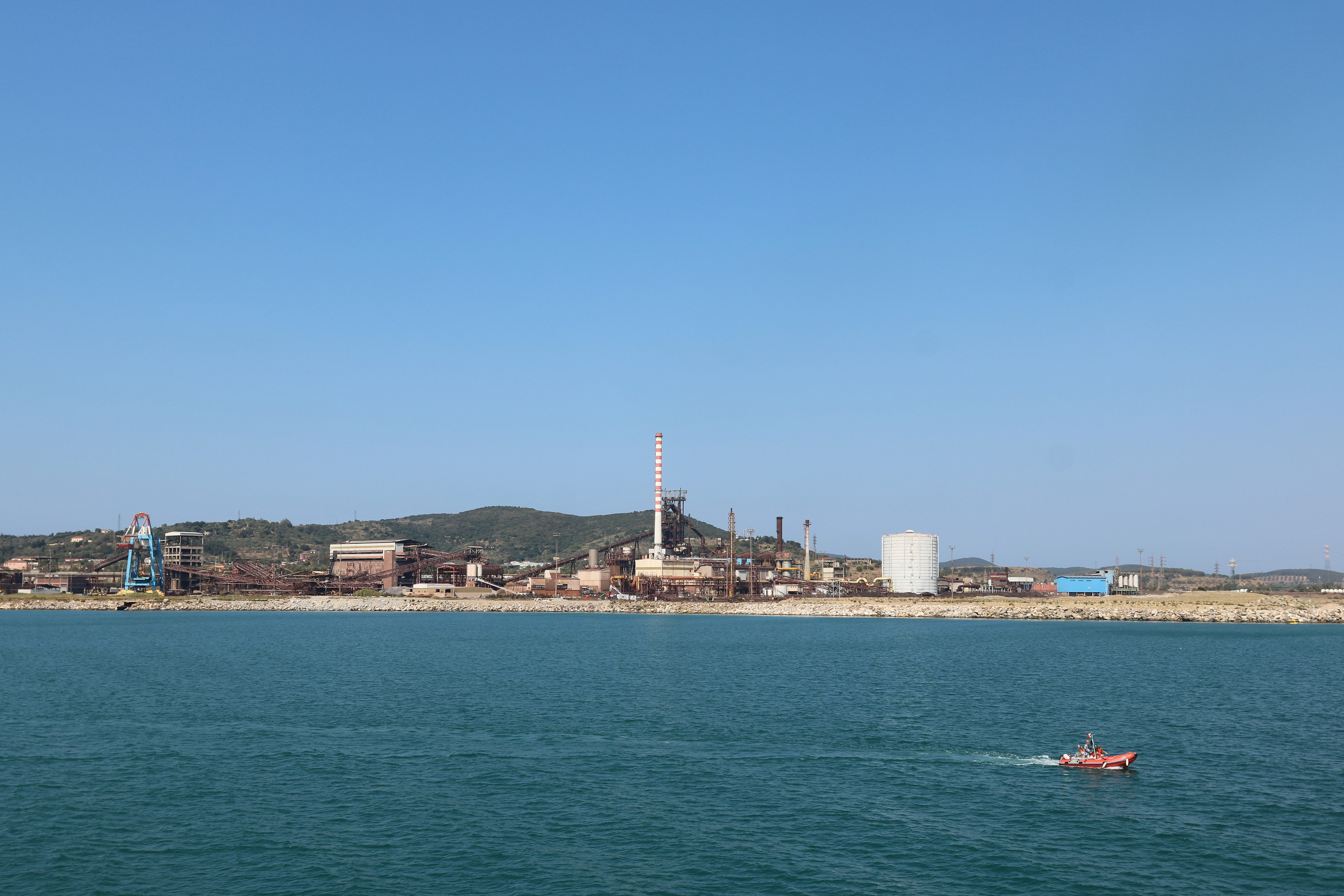
محطة كهرباء بيومبينو

## السكان
في سنة 1861 بلغ عدد السكان 2٬905 نسمة، وتطور العدد ليصل في سنة 2011 لـ 34٬419 نسمة.
يظهر هذا المخطط البياني تطور النمو السكاني لـ بيومبينو

## توأمة
لبيومبينو اتفاقيات توأمة مع كل من:
- Flémalle [الإنجليزية]‏
- بئر كندوز

## أعلام
- ليدو فييري
- فيديريكو ايسبوسيتو
- دانييلي فيكانيا
- توماسو بيانكي
- أندريا لوتشي